# Jerukgiling
Jerukgiling is een bestuurslaag in het regentschap Kendal van de provincie Midden-Java, Indonesië. Jerukgiling telt 628 inwoners (volkstelling 2010).